# Joseph Corrigan
Joseph Moran Corrigan (Filadelfia, 18 maggio 1879 – Washington, 9 giugno 1942) è stato un vescovo cattolico statunitense.

## Biografia
Monsignor Joseph Moran Corrigan nacque a Filadelfia il 18 maggio 1879.

### Formazione e ministero sacerdotale
Compì gli studi per il sacerdozio presso il Pontificio collegio americano del Nord di Roma. Lì il 6 giugno 1903 fu ordinato presbitero per l'arcidiocesi di Filadelfia dal cardinale Pietro Respighi. Tornato in patria fu vicario parrocchiale in diverse parrocchie, direttore della Madonna House e delle opere per gli insediamenti degli immigrati italiani, direttore degli interventi caritativi dell'arcidiocesi e del Catholic Children's Bureau. Fece parte del consiglio direttivo del consiglio comunale di Filadelfia e fu cappellano statale del Consiglio di Stato della Pennsylvania dei Cavalieri di Colombo. Fu anche giudice del tribunale di matrimoniale arcidiocesano, moderatore del comitato per la vigilanza dei preti e incaricato per la Philadelphia Laymen's Weekend Retreat League. Dal 1918 al 1936 fu rettore del seminario "San Carlo Borromeo". Nel 1918 papa Pio XI lo nominò prelato domestico.
Nel 1936 venne nominato rettore dell'Università Cattolica d'America di Washington. Durante il suo mandato venne realizzata la Curley Hall e fu tra i cinque leader cattolici americani e politici che condannarono la violenza nazista contro gli ebrei in una trasmissione radiofonica del 16 novembre 1938.

### Ministero episcopale
Il 3 febbraio 1940 papa Pio XII lo nominò vescovo titolare di Bilta. Ricevette l'ordinazione episcopale il 2 aprile successivo dal cardinale Dennis Joseph Dougherty, arcivescovo metropolita di Filadelfia, coconsacranti l'arcivescovo metropolita di Baltimora-Washington Michael Joseph Curley e quello di Detroit Edward Aloysius Mooney.
Dopo una lunga tournée, monsignor Corrigan fu ricoverato al Georgetown Hospital a Washington per un attacco di polmonite. La sua salute subì un rapido declino e morì alle 19.15 del 9 giugno 1942 all'età di 63 anni, assistito dal suo unico parente sopravvissuto, sua sorella Vera. La sua salma fu esposta alla basilica del santuario nazionale dell'Immacolata Concezione di Washington. Le esequie si tennero a Washington e a Filadelfia. È sepolto nel cortile della Malvern Retreat House, un istituto che aveva nutrito e amato teneramente.

## Genealogia episcopale
La genealogia episcopale è:
- Cardinale Scipione Rebiba
- Cardinale Giulio Antonio Santori
- Cardinale Girolamo Bernerio, O.P.
- Arcivescovo Galeazzo Sanvitale
- Cardinale Ludovico Ludovisi
- Cardinale Luigi Caetani
- Cardinale Ulderico Carpegna
- Cardinale Paluzzo Paluzzi Altieri degli Albertoni
- Papa Benedetto XIII
- Papa Benedetto XIV
- Cardinale Enrico Enriquez
- Arcivescovo Manuel Quintano Bonifaz
- Cardinale Buenaventura Córdoba Espinosa de la Cerda
- Cardinale Giuseppe Maria Doria Pamphilj
- Papa Pio VIII
- Papa Pio IX
- Cardinale Raffaele Monaco La Valletta
- Cardinale Francesco Satolli
- Cardinale Dennis Joseph Dougherty
- Vescovo Thomas James Conaty